# Corbulidae
Los corbúlidos (Corbulidae) son una familia de moluscos bivalvos del orden Myoida.

## Taxonomía
Se reconocen los siguientes géneros:
- Caryocorbula
- Corbula
- Juliacorbula
- Potamocorbula
- Varicorbula